# Beaufort Castle

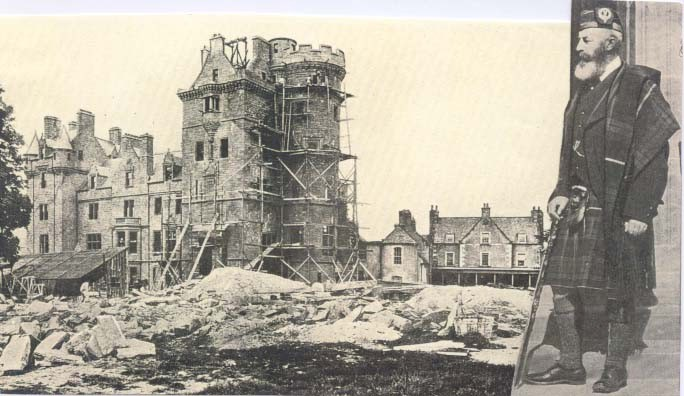
Beaufort Castle im Bau Ende der 1870er-Jahre. Der 13. Lord Lovat ist rechts zu sehen.

Beaufort Castle (schottisch-gälisch Caisteal Duuaidh) ist ein Landhaus bei Beauly, etwa 1,6 km nördlich von Kiltarlity und etwa 18 Kilometer westlich von Inverness in der schottischen Council Area Highland. Historisch lag es in der traditionellen Grafschaft Inverness-shire. Bereits seit dem 12. Jahrhundert gab es an dieser Stelle eine Burg. Das heutige Gebäude wurde 1880 im Scottish Baronial Style errichtet und enthält ältere Gebäudeteile. Beaufort Castle ist der traditionelle Familiensitz der Lords Lovat.

## Geschichte
Die früheste urkundliche Erwähnung des Anwesens als Downie Castle oder Dounie Castle findet man in der Regierungszeit König Alexanders I. (1106–1124), als die dortige Burg belagert wurde. Die erste Burg ließ die Familie Byset dort errichten. Ende des 13. Jahrhunderts kam sie in den Besitz der Frasers. Englische Truppen belagerten sie 1303.

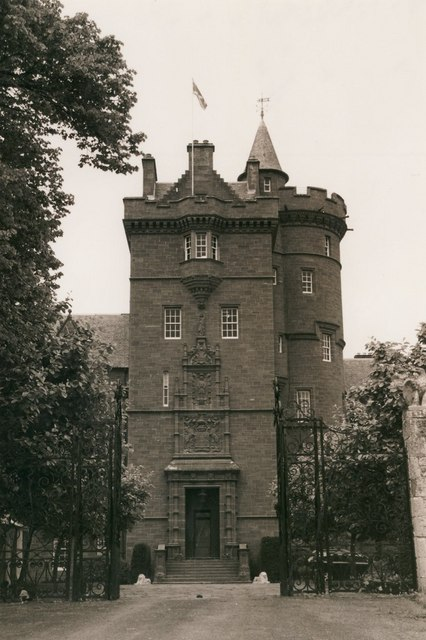
Der Hauptturm von Beaufort Castle

In den 1650er-Jahren wurde Dounie Castle von den Truppen Oliver Cromwells im Zuge seiner Invasion Schottlands angegriffen und niedergebrannt.
Die Anwesen der Fraser erbte Simon Fraser, 11. Lord Lovat, (ca. 1667–1747) im Jahre 1699. Unter dem Namen „The Fox“ war Lord Lovat tief in die Bewegung der Jakobiten verstrickt, deren Ziel die Wiedereinsetzung des Hauses Stuart als Könige von Schottland und England war. Lord Lovat floh nach Frankreich, schloss sich James Stuart, dem „Old Pretender“, an und konvertierte zum Katholizismus. Er schaffte es, schottische Adlige für seine Sache zu gewinnen, indem er Nachrichten nach Schottland schmuggelte, aber seine Aktivitäten brachten ihm zehn Jahre Gefängnis in Frankreich ein. Als er 1714 nach Schottland zurückkehrte, schwor er offenbar der jakobitischen Sache ab und erhielt dafür seine Ländereien zurück. In den 1740er-Jahren beauftragte er den Architekten William Adam, ein neues Haus an der Stelle von Dounie Castle zu entwerfen. Dies war Adams letzte Arbeit und dieses Projekt wurde nur bis zur Anlieferung der Bausteine auf die Baustelle fortgeführt. Der Bau wurde nie begonnen, da der Jakobitenaufstand von 1745 dazwischenkam. Lord Lovat wechselte erneut die Seiten und unterstützte die Jakobiten, wurde aber nach der Schlacht bei Culloden gefangen genommen und hingerichtet. Dounie Castle wurde vom Duke of Cumberland geschleift und das Anwesen als an die Krone verwirkt erklärt.
Ab 1746 wurde das Anwesen von den Forfeited Estate Commissioners verwaltet, die vom Parlament ernannt worden waren, und anstelle der zerstörten Burg wurde ein kleines Haus für den Faktor errichtet. 1774 erhielt Lord Lovats Sohn, Simon Fraser of Lovat (1726–1782), der die 78th Fraser Highlanders für die britische Armee kommandiert hatte, das Anwesen zurück. Vorschläge für ein neues Herrenhaus aus dieser Stelle wurden 1777 verfolgt, aber niemals ausgeführt. 1815 erbte Thomas Fraser (1802–1875) das Anwesen und wurde 1854 wieder zum Lord Lovat ernannt. 1839 beauftragte er den Architekten William Burn, das Haus zu erweitern und Verbesserungen an dem Anwesen anzubringen. Sein Sohn, Simon Fraser, 13. Lord Lovat (1828–1887), ließ das heutige Beaufort Castle nach Zeichnungen von James Maitland Wardrop errichten, wobei ein Teil des Hauses aus dem 18. Jahrhundert integriert wurde.
Dieses Landhaus wurde 1994 vom 15. Lord Lovat an Ann Gloag, die Direktorin der Stagecoach Group, verkauft, um die Erbschaftssteuer zahlen zu können.

## Beschreibung
Das Landhaus im Scottish Baronial Style beinhaltet eine römisch-katholische Kapelle. Die Überreste von Dounie Castle stehen neben dem Haus und bestehen aus einer einzelnen Mauer, 11 Meter lang und 1,5 Meter hoch, mit einer Plakette, auf der steht, dass „dies die Ruine von Castle Downie, der ehemaligen Festung der Frasers von Lovat, gebaut um 1400 und zerstört von Cumberland nach der Schlacht bei Culloden“, sei.
Historic Scotland hat das Haus als historisches Bauwerk der Kategorie A gelistet. Das Anwesen ist im Inventory of Gardens and Designed Landscapes in Scotland gelistet.